# Deltoidni mišić
Deltoidni mišić (lat. musculus deltoideus) je trokutasti mišić ramena. Mišić inervira lat. nervus axillaris.

## Hvatište i polazište
Mišićne niti polaze s ključne kosti (lateralne trećine), akromiona i dijelova lopatice, skupljaju se i hvataju za nadlaktičnu kost. Razlikujemo prednji, srednji i stražnji dio niti koji imaju različito, pa čak i suprotno djelovanje.
M. deltoideus podiže ruku u vodoravan položaj, prednji dio anteflektira nadlakticu i rotira je prema unutra, stražnji dio retroflektira nadlakticu i rotira je prema van. Inerviran je putem n. axillarisa (C5 i C6).